# Biblisheim
Biblisheim ist eine französische Gemeinde mit 357 Einwohnern (Stand 1. Januar 2021) im Département Bas-Rhin in der Region Grand Est (bis 2015 Elsass). Sie gehört zum Arrondissement Haguenau-Wissembourg und liegt unweit der Grenze zu Deutschland westlich von Karlsruhe.
Biblisheim ist Mitglied des Gemeindeverbands Communauté de communes Sauer-Pechelbronn.

## Geschichte
Das Dorf wurde im Weißenburger Codex erstmals genannt und zwar als Biberesdorf. Damals gehörte das Dorf noch zum Heiligen Römischen Reich.
Von seiner Stiftung im Jahre 1101 bis zu seiner Schließung im Jahre 1791 war das Benediktinerinnenkloster Biblisheim für die Entwicklung des Dorfs bestimmend.

## Bevölkerungsentwicklung

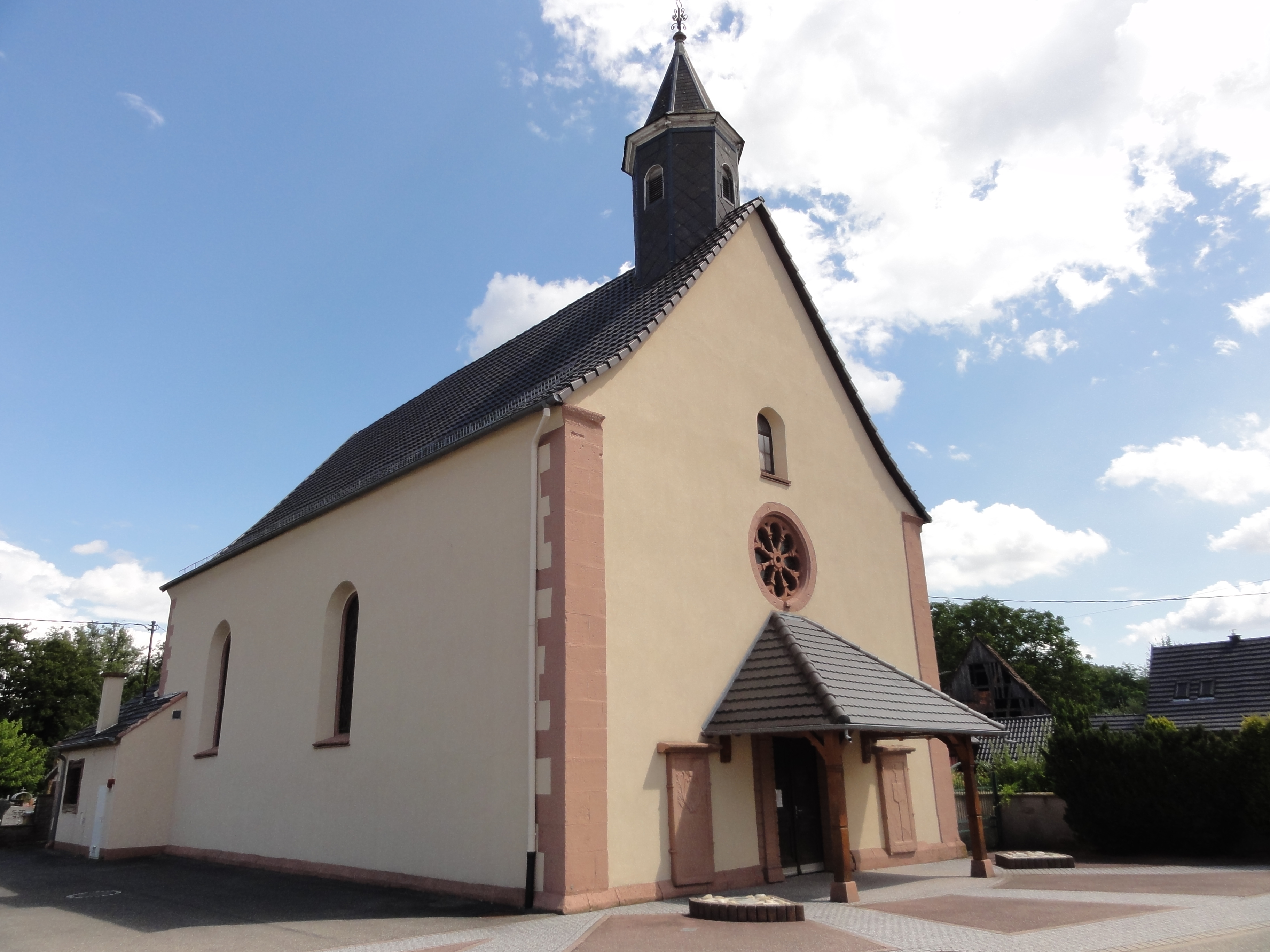
Johannes-Kirche Biblisheim

| Jahr      | 1962 | 1968 | 1975 | 1982 | 1990 | 1999 | 2006 | 2017 |
| --------- | ---- | ---- | ---- | ---- | ---- | ---- | ---- | ---- |
| Einwohner | 230  | 242  | 252  | 244  | 339  | 372  | 363  | 358  |